# Astracantha nebrodensis
Astracantha nebrodensis là một loài thực vật có hoa trong họ Đậu. Loài này được (Guss.) Greuter miêu tả khoa học đầu tiên.